# Троїцьке сільське поселення (Ковилкінський район)
Тро́їцьке сільське поселення (рос. Троицкое сельское поселение) — муніципальне утворення у складі Ковилкінського району Мордовії, Росія. Адміністративний центр — село Троїцьк.

## Історія
Станом на 2002 рік існували Єжовська сільська рада (село Єжовка, присілок Садовка, селище Потьма), Покровська сільська рада (села Високе, Покровськ) та Троїцька сільська сільська рада (село Троїцьк, селище Калініна).
20 травня 2008 року до складу сільського поселення було включене ліквідоване Єжовське сільське поселення (село Єжовка, присілок Садовка, селище Потьм), 17 травня 2018 року — ліквідоване Покровське сільське поселення (села Високе, Покровськ).

## Населення
Населення — 1831 особа (2019, 2256 у 2010, 2527 у 2002).

## Склад
До складу поселення входять такі населені пункти:
| Населений пункт   | Населення, осіб (2002) | Населення, осіб (2010) |
| ----------------- | ---------------------- | ---------------------- |
| Високе, село      | 6                      | 0                      |
| Єжовка, село      | 206                    | 157                    |
| Калініна, селище  | 35                     | 18                     |
| Покровськ, село   | 455                    | 383                    |
| Потьма, селище    | 62                     | 44                     |
| Садовка, присілок | 86                     | 44                     |
| Троїцьк, село     | 1677                   | 1610                   |